# Münster Phoenix
Die Münster Phoenix (bis 2024 Münster Blackhawks und Münster Mammuts) sind ein American-Football-Verein aus Münster.
Phoenix ist der Name der Teams der American-Football-Sparte des 1. American Sports Club Münster e.V. (1. ASC Münster). Der Verein ist  hervorgegangen aus einer Verschmelzung der Münster Mammuts, die 1983 gegründet wurden, und der Münster Blackhawks, die unter diesem Namen seit 2013 eigenständig am Spielbetrieb teilnahmen.
Die erste Mannschaft der Münster Blackhawks spielte 2023 für eine Saison in der German Football League 2. Derzeit spielen sie in der Regionalliga West, die Münster Mammuts spielten in der Verbandsliga eine Liga unten den Hawks.
Münster Phönix wird in der 3. Und 4. Liga an den Start gehen.

## Geschichte
Die Münster Blackhawks wurden im November 2013 gegründet.

## Die ersten Jahre (2014–2019)

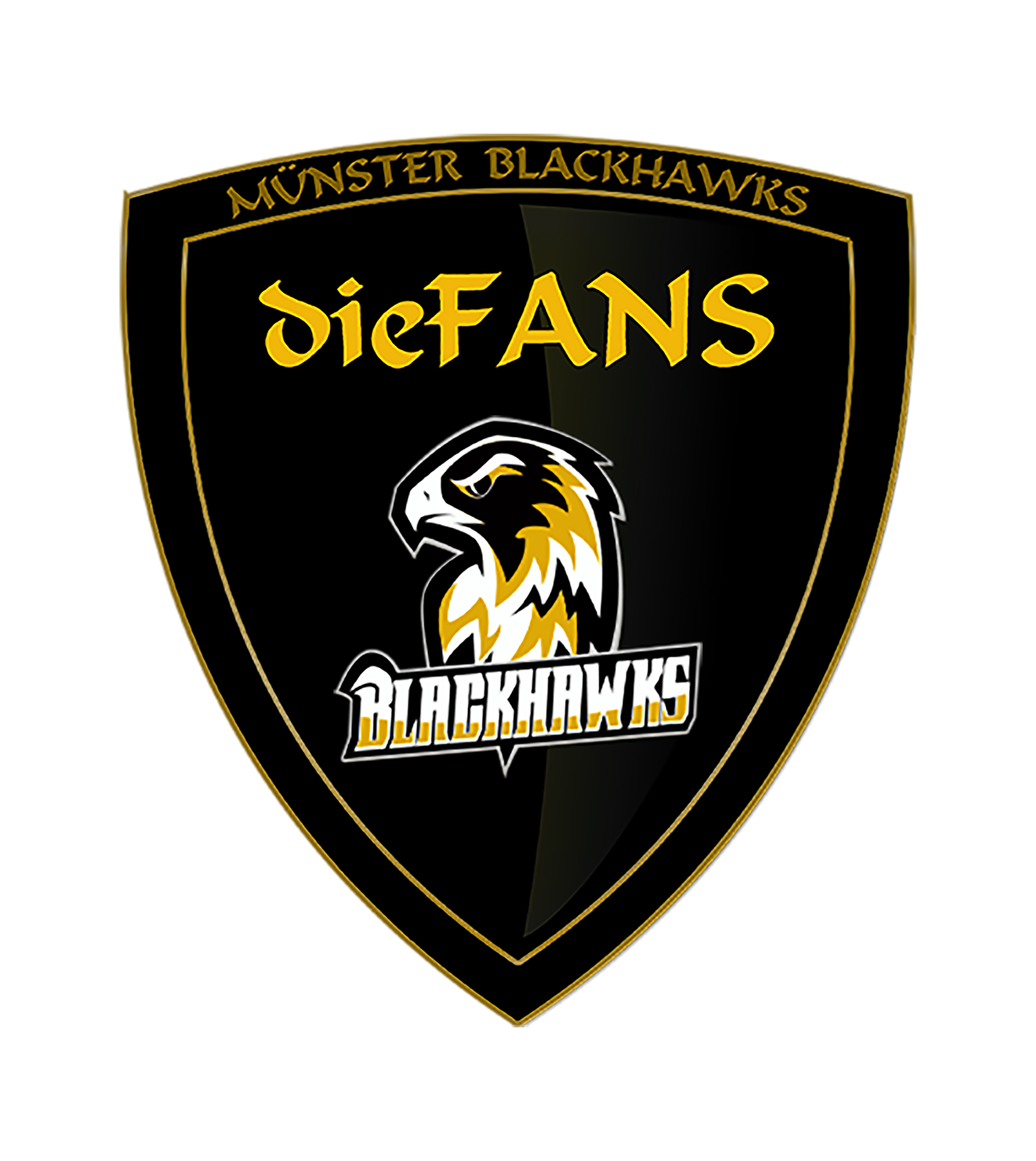
Logo des Fanclubs der Münster Blackhawks

2014 debütierte das Blackhawks-Team erstmals im deutschen Ligasystem. Man durfte in der Landesliga NRW starten, was der 6. Liga entspricht und konnte die Saison auf Anhieb erfolgreich abschließen. Auf zwei Auftaktsiege folgten zwei Niederlagen. Somit ging es mit einem ausgeglichenen Punktestand in die Sommerpause. Zur Rückrunde wurde das Team mit erfahrenen Trainern verstärkt, und es konnten alle sechs Spiele gewonnen werden. Dabei wurde nur ein einziger Touchdown zugelassen. Am Saisonende landete das Team mit einem Punkt Rückstand auf Platz 2. Da in dieser Liga allerdings nur der 1. Platz zum Aufstieg qualifiziert, verblieben die Blackhawks ein weiteres Jahr in der Landesliga.
2015 gelang den Blackhawks in ihrer zweiten Saison erstmals eine perfekte Saison. Das Team gewann alle zehn Spiele deutlich, konnte damit seine Liga dominieren und die Meisterschaft gewinnen. Ungeschlagen gelang der Durchmarsch und das Team stieg zur Saison 2016 in die Verbandsliga NRW, die 5. Liga, auf.
2016 wurden die ersten Sponsoren akquiriert und das Umfeld wurde erweitert. Nach einer frühen Niederlage zum Saisonstart, wurden acht Spiele in Serie gewonnen, ehe es zum Finale nach Mülheim ging. Dieses gewannen die Blackhawks mit 28:03 und stiegen damit in die Oberliga NRW auf.
2017 spielten die Blackhawks in der Oberliga und man sah sich Teams gegenüber, die teilweise seit 40 Jahren bestanden. Am Ende der Saison konnten sieben von zehn Spielen gewonnen werden, dies reichte jedoch nur für den zweiten Tabellenplatz, da das erste Mal ein finales Spiel nicht gewonnen wurde und den Blackhawks folglich der dritte Aufstieg in Folge verwehrt blieb.
2018 verlief recht ähnlich: Es wurden sechs Siegen und ein Unentschieden in zehn Spielen eingefahren. Wie schon im Vorjahr wurde allerdings das finale Spiel gegen Aachen verloren, weswegen man als Vizemeister in der Oberliga verblieb.
2019 gab es einen Einbruch: Da die Hawks nur die Hälfte der Spiele gewinnen konnten, beendeten sie die Saison nur auf dem vierten Platz und blieben in der Oberliga. Nach der Saison wurde bekanntgegeben, dass die Blackhawks ihre Vereinsstrukturen ändern und den Trainerstab auswechseln werden.

## Umbruch und Professionalisierung (2020–2023)
2020 wurde auch der Football nicht von der Covid-19-Pandemie verschont und die Saison musste abgesagt werden. Die Spieler der Gründertage wechselten in den Trainerstab über und es wurde fortan auf die Jugendarbeit gesetzt. Mit Vereinsgründer Alexander Naretz übernahm erstmals ein Spieler die Verantwortung neben dem Platz. Es wurden ab sofort nicht nur junge Spieler ausgebildet, sondern auch nach Münster gelotst, die ersten Spieler wurden verpflichtet. Kooperationen mit Schulen, der Universität und weitreichende sportliche Unterstützung und Förderung wurden aufgebaut. Der Umbruch nahm seinen Lauf.
2021 kehrte die Oberliga in den Spielbetrieb zurück, allerdings nur in verkleinerter Version ohne Rückrunde. Sechs Spiele standen auf dem Weg in die Regionalliga an. Das neu formierte Team gewann zunächst alle vier Spiele, stellte mit 67:00 einen Rekordsieg in Aachen auf und sah sich am fünften Spieltag zum allerletzten Stadtderby den Münster Mammuts gegenüber. Auch dieses Spiel wurde gewonnen und so stand dem Finale zwischen den Münster Blackhawks und den Cologne Crocodiles II nichts mehr im Wege. Das Duell zweier ungeschlagener Teams konnten die Blackhawks mit 26:00 für sich entscheiden und somit ihre zweite Saison mit dem Aufstieg in die Regionalliga vergolden.
In ihrer ersten Regionalligasaison 2022 sahen sich die Blackhawks hochkarätigen und professionell aufgestellten und geführten Gegnern gegenüber. Mit einer starken Defensive um Leistungsträger wie Jonas Sobierey und Tammo Braun wurde eine elementare Basis geschaffen. Darauf basierend wurde die Offense systematisch eingestellt und aufgebaut, was die Offense, angeführt von Clemens Schuldt und Chris Busse, zu einem Punkteschnitt von mehr als 35 Punkten führte. Die Meisterschaft konnte folglich bereits am neunten Spieltag erreicht werden. Mit der Meisterschaft ging es für das junge Team in die Playoffs: Hier sah man sich Oldenburg und Berlin gegenüber. Nach einer knappen Auswärtsniederlage setzte sich das junge Team 21:07 durch und stieg zur Saison 2023 in die German Football League 2 auf.
Im Anschluss an die Saison 2022 wurden die Münster Blackhawks zur Mannschaft des Jahres der Stadt Münster gekürt und Alexander Naretz als Trainer des Jahres ernannt. Zur Saison 2023 haben die Münster Blackhawks zum ersten Maal den Sportpark Sentruper Höhe verlassen und sind ins benachbarte Preußenstadion gezogen, und empfingen dort mehr als 3000 Zuschauer.
2025 fusionierten die Blackhawks mit den Münster Mammuts und benannten sich in Münster Phoenix um.

## Teams
- Münster Phoenix Herren 1 (Regio NRW)
- Münster Phoenix Herren 2 (Oberliga NRW)
- Münster Phoenix Damen (Verbandsliga NRW)
- U19
- U16
- U13
- U10 (Seit 2024)
- Flag I (DFFL2) (Münster Blackhawks)
- Flag II (Münster Blackhawks)

## Belege
1. ↑  6. Liga Saison 2014. In: Football History. Abgerufen am 20. März 2023.
2. ↑  6. Liga Saison 2015. In: Football History. Abgerufen am 20. März 2023.
3. ↑  Facebook. Abgerufen am 26. Oktober 2023.
4. ↑  5. Liga Saison 2016. In: Football History. Abgerufen am 20. März 2023.
5. ↑  4. Liga Saison 2017. In: Football History. Abgerufen am 20. März 2023.
6. ↑  4. Liga Saison 2018. In: Football History. Abgerufen am 20. März 2023.
7. ↑  4. Liga Saison 2019. Abgerufen am 20. März 2023.
8. ↑  Luca Knickelmann und Kaspar Böttcher: Blackhawks-Trainer Naretz: „Verein wäre bereit für den Aufstieg“. Abgerufen am 26. Oktober 2023.
9. ↑  Doerthe Rayen: Pleisterschüler treffen auf die Münster Blackhawks. Abgerufen am 26. Oktober 2023.
10. ↑  Ansgar Griebel: Mammuts und Blackhawks bereit für das große Derby. Abgerufen am 26. Oktober 2023.
11. ↑  Michael Schulte: Schwarz bleibt blütenweiß - Blackhawks gewinnen Derby gegen die Mammuts. Abgerufen am 26. Oktober 2023.
12. ↑  Michael Schulte: Blackhawks steigen nach Kantersieg über Crocodiles ohne jeden Makel auf. Abgerufen am 26. Oktober 2023.
13. ↑  4. Liga American Football aktuell - Ergebnisse, Abschlusstabellen 4. Liga 2021. Abgerufen am 20. März 2023.
14. ↑  Michael Schulte: Blackhawks bauen Siegesserie auch gegen Gamecocks aus. Abgerufen am 26. Oktober 2023.
15. ↑  Ansgar Griebel: Blackhawks wollen nach Aufstieg "einfach mal hallo sagen". Abgerufen am 26. Oktober 2023.
16. ↑  Ansgar Griebel: „Macht mir beides Spaß“ – Clemens Schuldt spielt für die Blackhawks und die Eintracht. Abgerufen am 26. Oktober 2023.
17. ↑  Ansgar Griebel: Perfekte Blackhawks stellen Arbeit gegen Köln zu früh ein. Abgerufen am 26. Oktober 2023.
18. ↑  Ansgar Griebel: Die Blackhawks heben ab - Aufstieg nach 21:7 über Spandau. Abgerufen am 26. Oktober 2023.
19. ↑  3. Liga American Football aktuell - Ergebnisse, Abschlusstabellen 3. Liga 2022. Abgerufen am 20. März 2023.
20. ↑  Antenne Münster: Sportler des Jahres gekürt. Abgerufen am 26. Oktober 2023.
21. ↑  Münsters TrainerIn des Jahres. In: Verein zur Förderung des Leistungssports in Münster e.V. Abgerufen am 26. Oktober 2023 (deutsch).
22. ↑  Ansgar Griebel: "Wahnsinn, was wir erleben": Vierter Heimanlauf der Blackhawks. Abgerufen am 26. Oktober 2023.
23. ↑  Ansgar Griebel: Überraschungen, Versprechen und ein Schrei: So lief die Ehrung im Jovel. Abgerufen am 20. März 2023.
24. ↑  Redaktion: Mammuts und Blackhawks fusionieren. In: allesmuenster.de. ALLES MÜNSTER, 2025, abgerufen am 10. Februar 2025.
25. ↑  Münster Football united! – Münster Blackhawks e.V. In: blackhawks.football. Abgerufen am 10. Februar 2025.